# Gnophos bartolomensis
Gnophos bartolomensis är en fjärilsart som beskrevs av Rudolf Pinker 1968/9. Gnophos bartolomensis ingår i släktet Gnophos och familjen mätare. Inga underarter finns listade i Catalogue of Life.